# Tichosina solida
Tichosina solida är en armfotingsart som beskrevs av Cooper 1977. Tichosina solida ingår i släktet Tichosina och familjen Terebratulidae. Inga underarter finns listade i Catalogue of Life.